# Campeonato Europeo de Natación en Piscina Corta de 2011
El XV Campeonato Europeo de Natación en Piscina Corta se celebró en Szczecin (Polonia) entre el 8 y el 11 de diciembre de 2011 bajo la organización de la Liga Europea de Natación (LEN) y la Federación Polaca de Natación. 
Las competiciones se realizaron en la piscina de la Floating Arena de la ciudad polaca.

## Resultados

### Masculino
| Evento                   | Oro                                                                                | Plata                                                                                       | Bronce                                                                                          |
| ------------------------ | ---------------------------------------------------------------------------------- | ------------------------------------------------------------------------------------------- | ----------------------------------------------------------------------------------------------- |
| 50 m libre (08.12)       | Konrad Czerniak · Polonia · 20,88                                                  | Serguei Fesikov · Rusia · 20,95                                                             | Marco Orsi · Italia · 21,01                                                                     |
| 100 m libre (10.12)      | Serguei Fesikov · Rusia · 46,56                                                    | Luca Dotto · Italia · 46,89                                                                 | Krisztián Takács · Hungría · 47,46                                                              |
| 200 m libre (11.12)      | Paul Biedermann · Alemania · 1:42,92                                               | Filippo Magnini · Italia · 1:43,20                                                          | László Cseh · Hungría · 1:43,71                                                                 |
| 400 m libre (08.12)      | Paul Biedermann · Alemania · 3:38,65                                               | Mads Glæsner Dinamarca 3:39,30                                                              | Paweł Korzeniowski · Polonia · 3:40,54                                                          |
| 1500 m libre (10.12)     | Mateusz Sawrymowicz · Polonia · 14:29,81                                           | Mads Glæsner Dinamarca 14:29,88                                                             | Serhi Frolov · Ucrania · 14:35,22                                                               |
| 50 m espalda (09.12)     | Aschwin Wildeboer · España · 23,43                                                 | Flori Lang · Suiza · 23,57                                                                  | Pavel Sankovich · Bielorrusia · 23,64                                                           |
| 100 m espalda (11.12)    | Radosław Kawęcki · Polonia · 50,43                                                 | Aschwin Wildeboer · España · 50,61                                                          | Pavel Sankovich · Bielorrusia · 51,14                                                           |
| 200 m espalda (08.12)    | Radosław Kawęcki · Polonia · 1:49,15                                               | Aschwin Wildeboer · España · 1:50,63                                                        | Péter Bernek · Hungría · 1:51,21                                                                |
| 50 m braza (10.12)       | Fabio Scozzoli · Italia · 26,25                                                    | Damir Dugonjič Eslovenia 26,34                                                              | Alexander Dale Oen · Noruega · 26,49                                                            |
| 100 m braza (09.12)      | Alexander Dale Oen · Noruega · 57,05                                               | Damir Dugonjič Eslovenia 57,29                                                              | Fabio Scozzoli · Italia · 57,30                                                                 |
| 200 m braza (11.12)      | Dániel Gyurta · Hungría · 2:02,37                                                  | Viacheslav Sinkevich · Rusia · 2:03,61                                                      | Michael Jamieson Reino Unido 2:03,77                                                            |
| 50 m mariposa (11.12)    | Andri Hovorov · Ucrania · 22,70                                                    | Amaury Leveaux Francia 22,74                                                                | Konrad Czerniak · Polonia · 22,77                                                               |
| 100 m mariposa (09.12)   | Konrad Czerniak · Polonia · 49,62                                                  | Yevgueni Korotyshkin · Rusia · 49,88                                                        | François Heersbrandt · Bélgica · 50,44                                                          |
| 200 m mariposa (10.12)   | László Cseh · Hungría · 1:50,87                                                    | Nikolai Skvortsov · Rusia · 1:51,21                                                         | Joe Roebuck Reino Unido 1:51,62                                                                 |
| 100 m estilos (11.12)    | Peter Mankoč Eslovenia 52,70                                                       | Markus Deibler · Alemania · 53,04                                                           | Martti Aljand Estonia 53,37                                                                     |
| 200 m estilos (08.12)    | László Cseh · Hungría · 1:53,43                                                    | Markus Rogan · Austria · 1:53,63                                                            | Gal Nevo Israel 1:54,87                                                                         |
| 400 m estilos (09.12)    | László Cseh · Hungría · 4:01,68                                                    | Dávid Verrasztó · Hungría · 4:03,03                                                         | Gal Nevo Israel 4:04,49                                                                         |
| 4 × 50 m libre (11.12)   | Italia · Luca Dotto · Marco Orsi · Federico Bocchia · Andrea Rolla · 1:24,82       | Rusia · Serguei Fesikov · Yevgueni Lagunov · Andrei Grechin · Nikita Konovalov · 1:25,11    | Bélgica · François Heersbrandt · Emmanuel Vanluchene · Louis Croenen · Jasper Aerents · 1:25,83 |
| 4 × 50 m estilos (08.12) | Italia · Mirco Di Tora · Fabio Scozzoli · Paolo Facchinelli · Marco Orsi · 1:33,18 | Rusia · Vitali Borisov · Serguei Gueibel · Yevgueni Korotyshkin · Serguei Fesikov · 1:33,86 | Alemania · Christian Diener · Erik Steinhagen · Steffen Deibler · Stefan Herbst · 1:34,41       |

### Femenino
| Evento                   | Oro                                                                                           | Plata                                                                                             | Bronce                                                                                   |
| ------------------------ | --------------------------------------------------------------------------------------------- | ------------------------------------------------------------------------------------------------- | ---------------------------------------------------------------------------------------- |
| 50 m libre (11.12)       | Britta Steffen · Alemania · 24,01                                                             | Jeanette Ottesen Dinamarca 24,11                                                                  | Triin Aljand Estonia 24,23                                                               |
| 100 m libre (09.12)      | Britta Steffen · Alemania · 51,94                                                             | Jeanette Ottesen Dinamarca 52,05                                                                  | Amy Smith Reino Unido 52,77                                                              |
| 200 m libre (11.12)      | Silke Lippok · Alemania · 1:54,08                                                             | Melanie Costa Schmid · España · 1:54,31                                                           | Evelyn Verrasztó · Hungría · 1:54,55                                                     |
| 400 m libre (10.12)      | Mireia Belmonte García · España · 3:56,39                                                     | Lotte Friis Dinamarca 3:58,02                                                                     | Melanie Costa Schmid · España · 4:00,30                                                  |
| 800 m libre (09.12)      | Lotte Friis Dinamarca 8:07,53                                                                 | Erika Villaécija García · España · 8:12,23                                                        | Melanie Costa Schmid · España · 8:16,28                                                  |
| 50 m espalda (10.12)     | Anastasiya Zuyeva · Rusia · 26,23                                                             | Georgia Davies Reino Unido 26,93                                                                  | Simona Baumrtová · República Checa · 26,94                                               |
| 100 m espalda (09.12)    | Daryna Zevina · Ucrania · 56,96                                                               | Anastasiya Zuyeva · Rusia · 57,12                                                                 | Mie Nielsen Dinamarca 57,57                                                              |
| 200 m espalda (11.12)    | Daryna Zevina · Ucrania · 2:02,25                                                             | Duane Da Rocha · España · 2:03,32                                                                 | Melanie Nocher Irlanda 2:04,29                                                           |
| 50 m braza (08.12)       | Valentina Artemieva · Rusia · 30,06                                                           | Dorothea Brandt · Alemania · 30,17                                                                | Daria Deyeva · Rusia · 30,63                                                             |
| 100 m braza (11.12)      | Valentina Artemieva · Rusia · 1:05,19                                                         | Rikke Møller Pedersen Dinamarca 1:05,23                                                           | Daria Deyeva · Rusia · 1:05,83                                                           |
| 200 m braza (09.12)      | Rikke Møller Pedersen Dinamarca 2:19,55                                                       | Anastasiya Chaun · Rusia · 2:20,84                                                                | Fanny Lecluyse · Bélgica · 2:21,14                                                       |
| 50 m mariposa (09.12)    | Jeanette Ottesen Dinamarca 24,92                                                              | Triin Aljand Estonia 25,51                                                                        | Sviatlana Jajlova · Bielorrusia · 25,96                                                  |
| 100 m mariposa (11.12)   | Jeanette Ottesen Dinamarca 56,22                                                              | Jemma Lowe Reino Unido 56,67                                                                      | Ilaria Bianchi · Italia · 57,42                                                          |
| 200 m mariposa (08.12)   | Mireia Belmonte García · España · 2:03,37                                                     | Jemma Lowe Reino Unido 2:04,04                                                                    | Jessica Dickons Reino Unido 2:04,80                                                      |
| 100 m estilos (10.12)    | Theresa Michalak · Alemania · 59,05                                                           | Zsuzsanna Jakabos · Hungría · 59,72                                                               | Mie Nielsen Dinamarca 1:00,10                                                            |
| 200 m estilos (08.12)    | Mireia Belmonte García · España · 2:07,06                                                     | Evelyn Verrasztó · Hungría · 2:08,28                                                              | Hannah Miley Reino Unido 2:08,34                                                         |
| 400 m estilos (11.12)    | Mireia Belmonte García · España · 4:24,55                                                     | Hannah Miley Reino Unido 4:26,06                                                                  | Zsuzsanna Jakabos · Hungría · 4:27,85                                                    |
| 4 × 50 m libre (09.12)   | Alemania · Britta Steffen · Dorothea Brandt · Paulina Schmiedel · Daniela Schreiber · 1:37,29 | Dinamarca Mie Nielsen Pernille Blume Katrine Sørensen Jeanette Ottesen 1:37,63                    | Italia · Erika Ferraioli · Erica Buratto · Federica Pellegrini · Laura Letrari · 1:38,12 |
| 4 × 50 m estilos (10.12) | Dinamarca Mie Nielsen Rikke Møller Pedersen Jeanette Ottesen Pernille Blume 1:46,48           | Rusia · Anastasiya Zuyeva · Valentina Artemieva · Irina Bespalova · Margarita Nesterova · 1:47,08 | Polonia · Aleksandra Urbańczyk · Ewa Ścieszko · Anna Dowgiert · Katarzyna Wilk · 1:48,70 |

## Medallero
| Núm. | País            | Oro | Plata | Bronce | Total |
| ---- | --------------- | --- | ----- | ------ | ----- |
| 1    | Alemania        | 7   | 2     | 1      | 10    |
| 2    | Dinamarca       | 5   | 7     | 2      | 14    |
| 3    | España          | 5   | 5     | 2      | 12    |
| 4    | Polonia         | 5   | 0     | 3      | 8     |
| 5    | Rusia           | 4   | 9     | 2      | 15    |
| 6    | Hungría         | 4   | 3     | 5      | 12    |
| 7    | Italia          | 3   | 2     | 4      | 9     |
| 8    | Ucrania         | 3   | 0     | 1      | 4     |
| 9    | Eslovenia       | 1   | 2     | 0      | 3     |
| 10   | Noruega         | 1   | 0     | 1      | 2     |
| 11   | Reino Unido     | 0   | 4     | 5      | 9     |
| 12   | Estonia         | 0   | 1     | 2      | 3     |
| 13   | Austria         | 0   | 1     | 0      | 1     |
| 13   | Francia         | 0   | 1     | 0      | 1     |
| 13   | Suiza           | 0   | 1     | 0      | 1     |
| 16   | Bélgica         | 0   | 0     | 3      | 3     |
| 16   | Bielorrusia     | 0   | 0     | 3      | 3     |
| 18   | Israel          | 0   | 0     | 2      | 2     |
| 19   | Irlanda         | 0   | 0     | 1      | 1     |
| 19   | República Checa | 0   | 0     | 1      | 1     |
|      | TOTAL           | 38  | 38    | 38     | 114   |